# 뷰티플마인드 오케스트라
뷰티플마인드 오케스트라(Beautiful Mind Orchestra)는 대한민국 최초의 장애 & 비장애 통합 오케스트라이다.

## 개요
뷰티플마인드 오케스트라는 장애인 및 비장애 저소득층 학생들에게 무상으로 체계적인 음악 교육 프로그램을 지원하고 있는 '뷰티플마인드 뮤직아카데미' 의 재학생과 졸업생으로 구성된 국내 최초 장애•비장애 통합 오케스트라로 이원숙 지휘자가 창단 이래 계속해서 지휘를 맡는다.
2010년 3월, 뮤직아카데미 학생들의 연주 실력 향상과 공동체 정서 함양 및 사회성 향상을 위해 뷰티플마인드 오케스트라가 창단되었다.
2019년 음악 다큐멘터리 영화 <뷰티플마인드>라는 뷰티플마인드 오케스트라 단원들이 주인공으로 나오는, 그들의 이야기가 담긴 영화도 개봉되었다.

## 주요 공연

#### 2022년
- 2022 The 17th Beautiful Vision Concert  '함께행복' (그랜드하얏트 서울, 그랜드 볼룸)
- 2022 모두의 오케스트라 (충무아트센터 대극장)
- 뷰티플마인드와 함께하는 가을음악회 (롯데콘서트홀)
- 2022 국립극장 기획 무장애 공연 '함께 봄' (국립극장 해오름극장)
- 2022 세브란스 오케스트라 온라인 봄 연주회 with 뷰티플마인드 (세브란스 오케스트라 유튜브 채널)

#### 2021년
- 2021 Beautiful Vision Concert 'Tomorrow' (광림아트센터 장천홀)
- 2021 세브란스 오케스트라 가을연주회 with 뷰티플마인드 오케스트라 (세브란스 오케스트라 유튜브 채널)

#### 2020년
- 2020 Beautiful Vision Concert At Home -The Present- (뷰티플마인드 유튜브 채널)
- 제4회 전국발달장애인 음악축제 GMF (하트하트재단 리사이트홀)

#### 2019년
- 2019 Beautiful Vision Concert 'HOPE' (그랜드하얏트 서울, 그랜드 볼룸)
- 뷰티플마인드 시네콘서트 (송파예술극장)

#### 2018년
- 2018 Beautiful Vision Concert 'Listen to Your Heart' (그랜드하얏트 서울, 그랜드 볼룸)
- 서울독립영화제 '뷰티플마인드, 마음에 그 소리 있지?' 상영
- 제천국제음악영화제 '뷰티플마인드, 마음에 그 소리 있지?' 영화 상영 및 축하공연
- 2018 Beautiful Mind Music Academy Concert (세라믹팔레스홀)

#### 2017년
- 2017 Beautiful Vision Concert 'One Heart & One Voice' (그랜드하얏트 서울, 그랜드 볼룸)
- 2017 Beautiful Mind Music Academy Concert (이화여자대학교 음악관 리사이트홀)

#### 2016년
- 2016 Beautiful Vision Concert (W Hotel Vista Hall)
- 제3회 생활예술오케스트라축제, 뮤직아카데미 앙상블 본선진출 (세종문화회관)
- 2016 충무아트센터와 함께하는 Beautiful Mind Music Academy Concert (충무아트센터 컨벤션센터)

#### 2015년
- 2015 Beautiful Vision Concert 'Give Thanks & Celebrate' (W Hotel Vista Hall)
- KB금융그룹과 함께하는 뷰티플마인드 콘서트 (이화여자대학교 김영의연주홀)
- 2015 충무아트센터와 함께하는 Beautiful Mind Music Academy Concert (충무아트센터 컨벤션센터)

#### 2014년
- 2014 Beautiful Vision Concert ( Sheraton Grande Walkerhill Hotel, Vista Hall)
- KB금융그룹과 함께하는 뷰티플마인드 콘서트 ( 이화여자대학교 음악대학 콘서트홀, 김영의홀)

#### 2013년
- 2013 Beautiful Vision Concert ( W Seoul Walkerhill Hotel, Vista Hall)
- 2013 KB금융그룹과 함께하는 Beautiful Mind Concert (이화여자대학교 음악대학 콘서트홀, 김영의홀)
- 2013 충무아트홀과 함께하는 뷰티플마인드 뮤직아카데미 콘서트 (충무아트홀 컨벤션센터)

#### 2012년
- 2012 Beautiful Vision Concert ( W Seoul Walkerhill Hotel, Vista Hall)
- 2012 KB금융그룹과 함께하는 뷰티플마인드 콘서트 (영산아트홀)
- 2012 충무아트홀과 함께하는 뷰티플마인드 뮤직아카데미 콘서트 (충무아트홀 중극장 블랙)

#### 2011년
- 2011 Beautiful Vision Concert ( W Seoul Walkerhill Hotel, Vista Hall)
- 미스월드코리아 출범식 기념 연주 (그랜드 하얏트 호텔, 그랜드 볼룸)

#### 2010년
- 2010 Beautiful Vision Concert ( W Seoul Walkerhill Hotel, Vista Hall)
- 뷰티플마인드 뮤직아카데미 미니콘서트 (충무아트홀 컨벤션센터)
- 작은 나눔, 더 큰 행복 Beautiful Harmony Concert (청와대 영빈관 1층)

## 수상경력
- 제16회 대한민국장애인문화예술대상 우수상(국무총리 표창)
- 제4회 전국발달장애인 음악축제 GMF 대상 (문화체육관광부 장관상)

## 뷰티플마인드
- 뷰앙상블
- 뷰티플콘서트